# Hrušovská jeskyně
Hrušovská jeskyně (slovensky Hrušovská jaskyňa) je vývěrová jeskyně. Nachází na Silické planině na katastrálním území obce Hrušov v okrese Rožňava v Košickém kraji. Je součástí přírodní rezervace Hrušovská lesostep jižně pod vrchem Hradisko a je chráněna jako národní přírodní památka Hrušovská jaskyňa.
Objevena byla v roce 1978 a v roce 1996 se stala národní přírodní památkou. V roce 1995 se spolu s dalšími památkami stala součástí Světového dědictví UNESCO pod názvem „Jeskyně Aggteleckého krasu a Slovenského krasu“.
Vznikla v říčních vápencích silicika ve třech úrovních. Délka známých chodeb vytvořených tokem je 780 m a některé jeskynní dómy mají až 15 m výšku. Z jeskyně vyvěrá vyvěračka Eveteš, která teče dále pod názvem Hrušovský potok. Cenná je unikátní výzdoba monokrystalů kalcitu, heliktitu a výrastlice sintrových krystalů.
Byl zjištěn výskyt čtyř druhů zimujících netopýrů, zejména vrápenec velký (Rhinolophus ferrumequinum), raritně vrápenec jižní (Rhinolophus euryale). Z bezobratlých se v jeskyni vyskytuje endemická forma jeskynního brouka Duvalius bokori gellidus, nacházející se pouze na Silické planině Slovenského krasu.

## Chráněné území
Jeskyně byla pod názvem Hrušovská jaskyňa vyhlášena v roce 1996 jako národní přírodní památka, je ve správě příspěvkové organizace Správa slovenských jeskyní.